# Барчук, Василий Васильевич
Василий Васильевич Барчук (род. 11 марта 1941 года, Комсомольск-на-Амуре, РСФСР, СССР) — российский государственный деятель.

## Образование
- 1966 год — окончил Всесоюзный заочный финансово-экономический институт.
- 1986 год — окончил Академию народного хозяйства.

## Биография
- 1958—1972 — работал в финансовой инспекции Хабаровского края. Прошёл путь от инспектора по налогам до заместителя начальника бюджетного отдела Хабаровского крайфинотдела.
- 1972—1991 — на работе в Министерстве финансов СССР: заместитель начальника, начальник бюджетного управления.
- 1991—1992 — первый заместитель министра экономики и финансов РСФСР[1].
- Со 2 апреля 1992 года по 25 марта 1993 года — министр финансов РСФСР/Российской Федерации[2].
- С 25 октября 1993 года по 10 апреля 1999 года — председатель правления Пенсионного фонда Российской Федерации.

## Награды
- Благодарность Президента Российской Федерации (14 августа 1995 года) — за активное участие в подготовке и проведении празднования 50-летия Победы в Великой Отечественной войне 1941—1945 годов[3].